# Dáil Éireann (House of Assembly)
Von 1919 bis 1922 war Dáil Éireann (englisch House of Assembly, „Haus der Versammlung“) das revolutionäre Einkammer-Parlament der einseitig erklärten unabhängigen Irischen Republik. Der Dáil, wie man es in Kurzform nannte, wurde ursprünglich von Parlamentariern der Partei Sinn Féin gebildet, die 1918 in das britische Unterhaus gewählt wurden. Diese weigerten sich, das britische Parlament in Westminster anzuerkennen, und entschieden sich dazu, ein unabhängiges Parlament in Dublin zu errichten. Die erste Versammlung des sogenannten First Dáil (irisch: An Chéad Dáil) fand am gleichen Tag statt, an dem der irische Unabhängigkeitskrieg begann.
Der First Dáil wurde 1921 durch den Second Dáil (An Dara Dáil) abgelöst – beide Dála existierten außerhalb der britischen Gesetze und waren von Großbritannien nie anerkannt worden. Erst der Third Dáil (An Tríú Dáil) als eine Art Übergangsparlament wurde unter dem Anglo-Irischen Vertrag offiziell gewählt.
1922, mit der Schaffung des Irischen Freistaats, wurde ein neues Parlament mit dem Namen Oireachtas geschaffen, dessen Unterhaus der Dáil Éireann wurde.

## Zur Vorgeschichte
1918 gehörte ganz Irland zum Vereinigten Königreich von Großbritannien und Irland und wurde dort von 105 Abgeordneten im Unterhaus vertreten. Von 1882 bis 1918 waren fast alle irischen Parlamentarier Mitglied der Irish Parliamentary Party (IPP), deren Hauptziel u. a. die friedliche Schaffung von Home Rule war. Dies gelang schließlich, doch vor deren Umsetzung brach der Erste Weltkrieg aus, so dass die Home Rule verschoben wurde. In den darauf folgenden Jahren erlebte die (radikalere) Partei Sinn Féin einen enormen Aufschwung. Der Gründer von Sinn Féin, Arthur Griffith, glaubte daran, dass die Iren die ungarischen Nationalisten zum Vorbild nehmen sollten, die 1867 eine gewisse Unabhängigkeit von Österreich erreichten. Neben dieser friedlichen Lösung verfolgte Sinn Féin falls notwendig auch den Weg eines bewaffneten Aufstands, um die Unabhängigkeit zu erreichen.
Zwischen dem Osteraufstand 1916 und der Wahl 1918 stieg die Popularität von Sinn Féin stark an. Dazu trugen z. B. die brutalen Hinrichtungen nach dem Aufstand bei und der Versuch der Briten, einen Wehrdienst in Irland einzuführen. Auch das Gesetz „Representation of the People Act“ aus dem Jahr 1918, das die irische Wählerschaft mit einem Schritt von 700.000 auf ca. 2.000.000 erhöhte, kam der Partei zugute. 

## First Dáil (1919–1921)

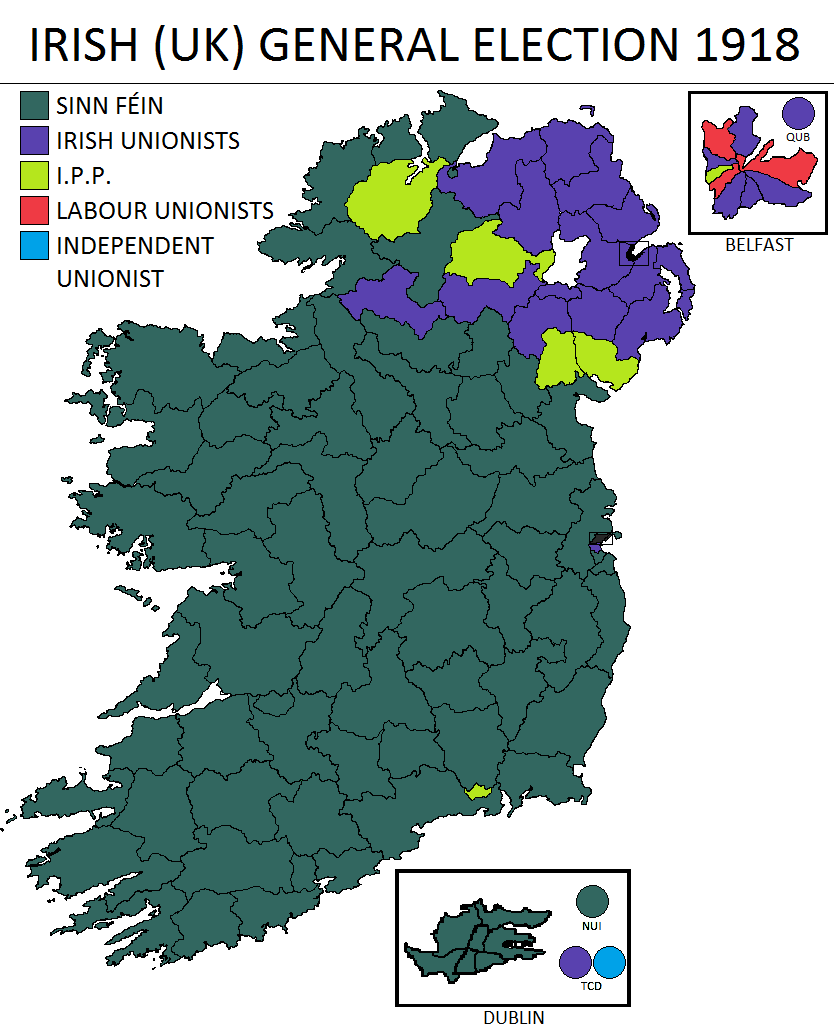
Irische Wahlergebnisse zum gesamtbritischen Parlament 1918. Von den insgesamt 105 Wahlkreisen entfielen auf:
Auch die drei Universitäten Irlands entsandten gewählte Abgeordnete ins Parlament:
Trinity College Dublin (TCD): 2 Sitze
National University of Ireland (NUI): 1 Sitz
Queen’s University Belfast (QUB): 1 Sitz

Die Wahl 1918 fand in den meisten Wahlbezirken am 14. Dezember unter dem System der Mehrheitswahl statt. Sinn Féin erreichte 73 von 105 möglichen irischen Sitzen im Parlament in Westminster. Die Unionisten erreichten 26 Sitze, von denen 23 Sitze aus dem Gebiet des heutigen Nordirlands stammten. Die restlichen Sitze gingen an die Irish Parliamentary Party. Nun entschieden sich die Parlamentarier von Sinn Féin dazu, mit ihrem Plan fortzufahren. Sie nahmen ihren Sitz in Westminster nicht ein und versammelten sich stattdessen als revolutionäres Parlament, das sie Dáil Éireann (irisch für „Versammlung von Irland“) nannten. Unionisten und Mitglieder der Irish Parliamentary Party weigerten sich, das neue Parlament anzuerkennen, und drei Sinn-Féin-Kandidaten wurden in zwei verschiedenen Wahlbezirken gewählt, so dass der erste Dáil aus 70 Parlamentsmitgliedern (sog. Deputies, ir. Teachta Dála oder kurz TD) bestand. Einige davon waren bei der ersten Veranstaltung allerdings nicht anwesend, da sie sich vor den Briten auf der Flucht befanden.

### Die erste Versammlung
Das erste Treffen des Dáil fand am 21. Januar 1919 im „Runden Raum“ des Mansion House in Dublin statt, der Residenz des Dubliner Oberbürgermeisters. Bei diesem ersten, sehr symbolträchtigen Treffen wurde die Sitzung großteils in irischer Sprache geführt. Der Dáil wählte Cathal Brugha als ihren Vorsitzenden, den sog. Ceann Comhairle. Folgenden vier Dokumenten wurde zugestimmt:

#### Konstitution des Dáil
Die Konstitution des Dáil (englisch: Constitution of Dáil Éireann oder Dáil Constitution; irisch: Bunreacht Dála Éireann) war eine kurze, provisorische Verfassung. Sie sah ein Kabinett vor (Aireacht), das vom Präsidenten des Dáil Éireann (Príomh Aire) geführt wird. In der Verfassung wurde, aufgrund von Uneinigkeiten innerhalb von Sinn Féin, kein explizites Staatsoberhaupt festgelegt; dies wurde erst im August 1921 auf Vorschlag von Eamon de Valera angepasst. Die Funktion des „Präsidenten des Dáil Éireann“ wurde zum „Präsidenten der irischen Republik“ angehoben.

#### Irische Unabhängigkeitserklärung
Durch die Unabhängigkeitserklärung ratifizierte der Dáil die Oster-Proklamation aus dem Jahr 1916. Diese Proklamation war bisher noch nicht durch ein gewähltes Gremium angenommen worden. Der Text existiert in drei Sprachen: Irisch, Englisch, Französisch:
 Text der Unabhängigkeitserklärung in englischer Sprache

#### Nachricht an die freien Nationen der Welt
Dieser Text bat die freien Nationen der Welt um Anerkennung als eigenständige Nation – frei von britischer Herrschaft. Trotz Bemühungen in Europa und den USA wurde der neue Staat lediglich von Sowjetrussland anerkannt. Der Text existiert in drei Sprachen: Irisch, Englisch, Französisch:
 Text in englischer Sprache

#### Das demokratische Programm
Das „demokratische Programm“ bestand aus einer Aufführung von ökonomischen und sozialen Prinzipien, die vom First Dáil anerkannt wurden. Der Hauptgrund des Programms war die Unterstützung einiger Werte des Sozialismus.
 Das demokratische Programm in englischer Sprache

### Der Irische Unabhängigkeitskrieg
Am gleichen Tag, als das Dáil sich zum ersten Mal versammelte und die Unabhängigkeit Irlands verkündete, gerieten 2 Mitglieder der Royal Irish Constabulary in einen Hinterhalt der Irish Volunteers bei Soloheadbeg (Grafschaft Tipperary) und wurden ermordet. Dieser Vorfall war nicht vom Dáil angeordnet, doch in der Folge anerkannte dieses die Volunteers als Armee der irischen Republik. Der 21. Januar 1919 war damit sowohl militärisch als auch politisch Auftakt zum Unabhängigkeitskrieg. Im August 1919 änderten die Volunteers (zusammen mit der Irish Citizen Army) ihren Namen in Irish Republican Army (IRA, irisch Óglaigh na hÉireann) und schworen ihre Treue gegenüber der Republik und dem Dáil. Ab seinem ersten Treffen versuchte das Dáil de facto Machtzentralen im ganzen Land zu errichten, einschließlich der Dáil Courts, einem eigenen Gerichtssystem.
Kurz nach der Etablierung wurde das Dáil von der britischen Herrschaft für illegal erklärt und traf sich daher nur vereinzelt und an verschiedenen Orten. Die letzte Versammlung des First Dáil fand am 10. Mai 1921 statt. Zwei Wochen später, am 24. Mai, wurde es durch das neu gewählte „Second Dáil“ ersetzt.

### Hinterlassenschaften
Der First Dáil und die Wahl 1918 haben bis heute einen großen Stellenwert in der irisch-republikanischen Geschichte. 1918 war die letzte Wahl, bis zur Wahl des Europäischen Parlaments 60 Jahre später, in der die ganze irischen Insel gemeinsam an einem Tag wählte. Der enorme Gewinn des Sinn Féin war ein eindeutiges Zeichen für ein vereintes unabhängiges Irland. Heute bezeichnet der Name Dáil Éireann das Unterhaus des Parlaments der Republik Irland.

### Berühmte Mitglieder des First Dáil
- Eamon de Valera
- Michael Collins
- W.T. Cosgrave
- George Noble Plunkett
- Eoin MacNeill
- Arthur Griffith
- Cathal Brugha
- Kevin O’Higgins
- Constance Markievicz

## Second Dáil (1921–1922)

### Nach demGovernment of Ireland Act

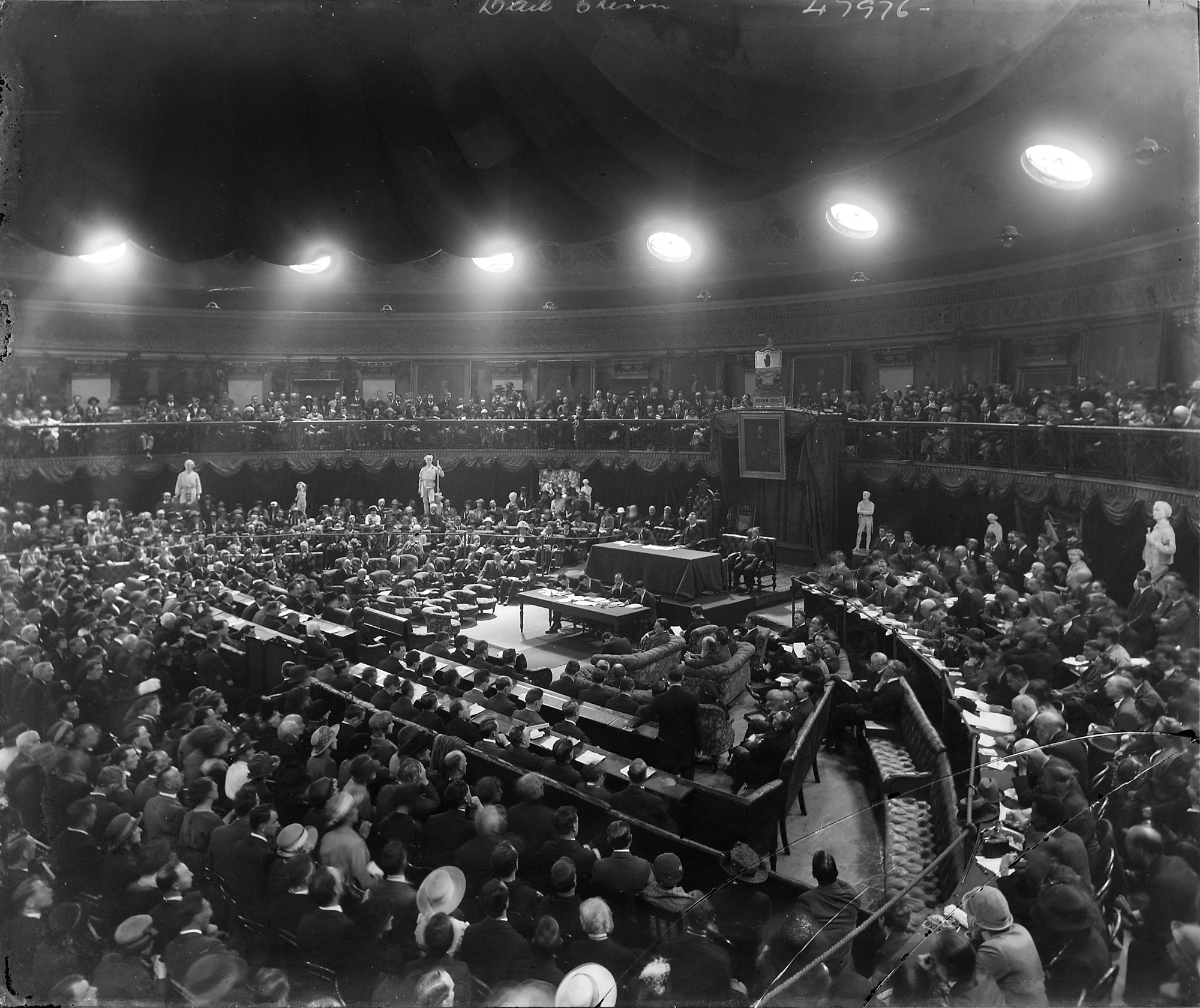
Dáil Éireann im Mansion House, August 1921

1920, mitten im Irischen Unabhängigkeitskrieg, verabschiedete die britische Regierung den Government of Ireland Act. Dieser sollte eine Lösung für das „irische Problem“ bringen, indem er Irland in zwei Teile spaltete – jeder Teil mit einer eigenständigen Regierung unter Home Rule. 1921 fanden für beide Unterhäuser („House of Commons of Northern Ireland“ bzw. House of Commons of Southern Ireland) die ersten Wahlen statt. Sinn Féin nahm an diesen Wahlen teil, weigerte sich aber, die neuen Parlamente anzuerkennen. Stattdessen betrachtete die Partei beide Wahlen als Abstimmung zum „Second Dáil“. Daher bestand – theoretisch – der „Second Dáil“ aus Mitgliedern von beiden Teilen Irlands.
Die Wahlen des Unterhauses in Nordirland fanden am 24. Mai 1921 statt. Von 52 Sitzen gewannen 40 Sitze die Unionisten, 6 gemäßigte Nationalisten und 6 Sinn Féin. In „Südirland“ fand keine wirkliche Wahl statt, da alle 128 Kandidaten ohne Gegner antraten. 124 von ihnen gehörte zu Sinn Féin, die restlichen 4 waren Unionisten aus dem Wahlbezirk der Dubliner Universität. Da nur die Kandidaten von Sinn Féin den „Dáil“ anerkannten und 5 von ihnen in beiden Teilen der Insel gewählt wurden, bestand der Second Dáil, das sich erstmals am 16. August 1921 traf, aus 125 Mitgliedern.

### Der Anglo-Irische Vertrag
Währenddessen vereinbarten die irische Republik und die britische Regierung unter David Lloyd George Friedensgespräche. Als 'Präsident des Dáil Éireann' war Eamon de Valera die höchstrangigste Person der Republik, laut Konstitution des Dáil aber nur Kopf der Regierung. Daher wurde, um seine Macht in Verhandlungen zu stärken, die Konstitution des Dáil entsprechend geändert und er erhielt zusätzlich den Titel President of the Irish Republic (Präsident der irischen Republik).
Am 14. September 1921 beschloss der Dáil die Ernennung von Arthur Griffith, Michael Collins, Robert Childers Barton, E.J. Duggan und George Gavan Duffy als Vertreter der irischen Regierung für die anstehenden Friedensverhandlungen in England. Diese Bevollmächtigten unterzeichneten am 6. Dezember 1921 den Anglo-Irischen Vertrag, den der Second Dáil nach erbitterten Debatten am 7. Januar mit 64 zu 57 Stimmen ratifizierte. Da auch der Second Dáil niemals offiziell von England anerkannt wurde, war aus englischer Sicht in erster Linie die Ratifizierung durch das Südirische Unterhaus notwendig.
Der „Second Dáil“ traf sich letztmals am 8. Juni 1922.

## Third Dáil (1922–1923)
Der „Third Dáil“, auch als „Provisorisches Parlament“ oder „Konstitutionelle Versammlung“ bekannt, war das Parlament des 26 Grafschaften umfassenden Verbundes, bevor dieser zum Irischen Freistaat wurde. Je nachdem, ob man in die irische oder britische Politikhistorie blickt, ist dieses Parlament,
- der „Third Dáil“ und damit direkter Nachfolger der beiden ersten Dála, oder
- das „Provisorische Parlament“ und damit Nachfolger des Südirischen Unterhauses

Die Wahl zum Third Dáil fand am 16. Juni 1922 unter dem System des Mehrheitswahlrechts und des Single transferable vote statt. Im Gegensatz zum Second Dáil standen diesmal nur Mitglieder aus „Süd-Irland“ zur Wahl. Seit der Wahl 1921 hatte sich die einzige Partei im Dáil, Sinn Féin, in zwei Flügel aufgespalten: Befürworter und Gegner des Anglo-Irischen Vertrags. So kam es, dass die zwei Flügel die Hauptkonkurrenten der Wahl wurden und es eine Abstimmung für oder gegen den Vertrag war. Die Vertragsbefürworter gewannen eine Mehrheit an Sitzen, worauf die Vertragsgegner die Versammlung boykottierten und sich weigerten, sie als Nachfolger des Second Dáil anzuerkennen. Kurz nach dieser Wahl, noch im Juni 1922, brach der irische Bürgerkrieg aus.
Die Frage, ob der Dáil nun eine republikanische (irische) oder eine königliche (englische) Versammlung sei, wurde zum Problem einiger irischer Vertragsgegner. Laurence Ginnell wollte diese Frage innerhalb der Versammlung klären. Doch selbst der Vorsitzende und der Lord Lieutenant waren verwirrt. An einem Punkt verlas der Vorsitzende eine Nachricht im Namen des Lord Lieutenant, obwohl, falls diese Versammlung von den bisherigen zwei Dála abstammen sollte, keine Nachricht eines britischen Abgesandten akzeptiert werden sollte. Im Gegenzug sollte der Lord Lieutenant auch keine Nachricht an die Versammlung schicken, wenn sie noch das Parlament der irischen Republik sei.
Die Zweideutigkeiten und konstitutionellen Verwirrungen wurden erst durch die kurz aufeinander folgenden Tode von Präsident Arthur Griffith und des Vorsitzenden Michael Collins gelöst. Die zwei höchsten Titel, der „Präsident der irischen Republik“ und der „Vorsitzende der provisorischen Regierung“ (der konstitutionell bedingt, als ein Minister der englischen Krone galt) waren plötzlich in der Hand einer einzelnen Person: William T. Cosgrave. Er war damit ein einmaliger konstitutioneller Mischling: ein königlich bestätigter Premierminister und gleichzeitig Präsident einer anderen Republik. Doch trotz all dieser Konfusionen über den Status von Parlament und Premierministertitel wurde die vieldeutige Kombination von Monarchie und Republikanismus in Cosgraves Person von beiden Parteien akzeptiert.
Durch die Unterzeichnung des Anglo-Irischen Vertrags am 6. Dezember 1922 ging die politische Macht an das neue irische Parlament „Oireachtas“ über. Da aber bisher noch keine offiziellen Wahlen zum Unterhaus stattgefunden hatten, blieb der „Third Dáil“ vorübergehend die legislative Gewalt, bis es am 9. August 1923 aufgelöst und einen Monat später durch das neu gewählte Dáil Éireann ersetzt wurde.

## Präsidenten des Dáil Éireann
Der Präsident des Dáil Éireann (teilweise auch Príomh Aire genannt; „Premierminister“) war per Dáil-Verfassung vom Januar 1919 der Kopf der Regierung. Eamon de Valera nutzte vor allem den Titel „President of Dáil Éireann“ bei seinen Reisen in die USA von 1920 bis 1921. Genau genommen bezeichnete der Titel kein wirkliches Staatsoberhaupt, aber der Inhaber des Titels war zu dieser Zeit tatsächlich die hochrangigste Persönlichkeit des Staates.
Liste der Präsidenten des Dáil
| Dáil        | gewählt                     | Präsident       | Partei                                     |
| ----------- | --------------------------- | --------------- | ------------------------------------------ |
| First Dáil  | Januar – April 1919         | Cathal Brugha   | Sinn Féin                                  |
| First Dáil  | April 1919 – August 1921    | Eamon de Valera | Sinn Féin                                  |
| Second Dáil | August 1921 – Januar 1922   | Eamon de Valera | Sinn Féin                                  |
| Second Dáil | Januar – August 1922        | Arthur Griffith | Sinn Féin (Flügel der Vertragsbefürworter) |
| Third Dáil  | August 1922 – Dezember 1922 | W.T. Cosgrave   | Cumann na nGaedheal                        |

## Das Kabinett (Aireacht)
Das Kabinett der irischen Republik in der Zeit von 1919 bis 1922 hieß offiziell Aireacht und wurde durch die Dáil-Verfassung errichtet. Diese Konstitution sah vor, dass ein Kabinett aus einem Staatsoberhaupt, dem sog. Priomh Aire oder auch 'President of Dáil Éireann', sowie 4 weiteren Ministern bestehen sollte. Die irische Republik war nach dem Vorbild anderer parlamentarischer System aufgebaut, so dass das Kabinett gegenüber dem Dáil Éireann verantwortlich war.
Nach 1919 wurden einige Änderungen am Kabinettsystem vorgenommen. Die Anzahl der Minister wurde erhöht und es gab kein explizites Staatsoberhaupt, das erst 1921 eingeführt wurde.
Einen Großteil der Zeit im Jahr 1921 existierte das Aireacht parallel zur provisorischen Regierung, die unter dem Anglo-Irischen Vertrag eingerichtet wurde und viele ihrer Mitglieder waren in beiden Regierungen vertreten. Diese ungewöhnliche Tatsache wurde erst im Dezember 1922 beendet, als beide Administrationen zum Exekutivrat des irischen Freistaates wurden.